# Distrito de Nagykálló
El distrito de Nagykálló (húngaro: Nagykállói járás) es un distrito húngaro perteneciente al condado de Szabolcs-Szatmár-Bereg.
En 2013 tiene 30 430 habitantes. Su capital es Nagykálló.

## Municipios
El distrito tiene 2 ciudades (en negrita), un pueblo mayor (en cursiva) y 5 pueblos
(población a 1 de enero de 2013):
- Balkány (6468)
- Biri (1424)
- Bököny (3221)
- Érpatak (1692)
- Geszteréd (1761)
- Kállósemjén (3600)
- Nagykálló (9469) – la capital
- Szakoly (2795)